# 西山千
西山 千（にしやま せん、1911年9月12日 - 2007年7月2日）は、日本の同時通訳者。同時通訳の草分けであり、月面着陸を果たしたアポロ11号のテレビ中継を担当したことで広く知られた。

## 経歴
アメリカ合衆国ユタ州ソルトレイクシティで日本人の両親のもとに生まれ、アメリカ合衆国の国籍をもつ日系アメリカ人として、家庭では日本語、学校では英語を使いバイリンガルとして育つ。出生名は、ウィリアム・セン・ニシヤマ (William Sen Nishiyama) と届けられていた。子どものころには、母に連れられ、日本を訪れることもあった。マイク正岡とは、少年期からの友人であったが、後年の正岡の回想によれば、中学校のクラスで市営プールに出かけた際に、西山だけが日本人という理由でプールに入れてもらえないといった経験をしたという。
ユタ大学で電気工学を専攻し、卒業後は大学で助手としても働き、1934年には修士号を取得した。
1934年に父が死去した後、大不況の中で電気関係の職が減少した上、日本人排斥の動きも高まりもあって、母とともに日本へ移り、1935年に日本国籍を取得した。
1935年から1945年までは、逓信省電気試験所（産業技術総合研究所の前身のひとつ）で研究に従事した。この時期には、もっぱら技術文書の翻訳に取り組み、日本語の読み書き能力を向上させた。
戦後は、1945年から1952年まで、連合国軍最高司令官総司令部で働いた。この時期には、占領当局と日本政府の連絡の場面に数多く立ち会い、異文化コミュニケーションの様々な問題を経験した。その中で、逐次通訳に代わる通訳法として自己流で同時通訳をするようになったという。1951年には、国務省の雇用となり、合衆国情報局 (United States Information Agency, USIA) の前身である合衆国情報サービス (United States Information Service, USIS) の東京における通訳、翻訳者となり、1972年まで業務にあたった。
やがて、駐日アメリカ合衆国大使（1961年 - 1966年在任）エドウィン・O・ライシャワーの個人通訳となった。ライシャワーは西山の力量を高く評価し、「西山はまさにかけがえのない素晴らしい通訳」と日記に記した。
リチャード・ニクソン、ロバート・ケネディ、ジョン・グレンなど、来日する要人の通訳を務めることもよくあった。
1969年には、アポロ11号のテレビ中継放送（NHK）の同時通訳を國弘正雄とともに担当したことをきっかけに広く知られるようになり、以降、講演や寄稿、テレビ出演などが増加した。
1973年にソニーの理事、1976年に顧問となり、さらに嘱託となって1986年までソニーに在籍していた。
並行してサイマル・アカデミーにも関わり続けた。
日本翻訳協会理事長・会長（1995年 - 2002年）を務めたほか、長く日本ペンクラブの会員であった。
西山はプロテスタントのキリスト教徒であり、東京ユニオン教会の信徒として、長く英語礼拝の運営に関わった。
2007年7月2日、東京で老衰により死去、95歳没。

## おもな著作
西山は、異文化コミュニケーションや、日系アメリカ人の歴史、同時通訳技術に関する著作を残した。

### 単著
- 通訳術：カタコトから同時通訳まで、実業之日本社（実日新書 97）、1970年
- 誤解と理解：日本人とアメリカ人、サイマル出版会、1972年
- 英語のでこぼこ道：私のアドバイス、サイマル出版会、1977年
- 通訳術と私：生きた英語説得力ある表現の秘訣、プレジデント社、1979年
- 英語の通訳：異文化時代のコミュニケーション、サイマル出版会、1988年
- 新・誤解と理解：日米のコミュニケーション、サイマル出版会、1991年
- 真珠湾と日系人 : 日米・友好と平等への道、サイマル出版会、1991年

### 共著
- （国弘正雄、金山宣夫との共著）通訳：英会話から同時通訳まで、日本放送出版協会、1969年
- （松本道弘との共著）同時通訳おもしろ話、講談社（講談社+α新書）、2004年

### 翻訳
- （伊藤拓一との共訳）E.O.ライシャワー、アジアの中の日本の役割、徳間書店、1969年
- ディーン・C・バーンランド、日本人の表現構造：ことば・しぐさ・カルチュア、サイマル出版会、1973年（1979年再版）
- エドウィン・O・ライシャワー、地球社会の教育：世界市民意識の創造、サイマル出版会、1974年（1984年再版）

### 英語論文
- Nishiyama, S. (1982). That intangible quality called wa. The Rotarian, 141(1), 30-33.
- Nishiyama, S. (1983). Translation and interpretation in Japan. Meta: Translators' Journal, 28(1), 95-110.
- Nishiyama, S. (1988). Simultaneous interpreting in Japan and the role of television: A personal narration. Meta: Translators' Journal, 33(1), 64-69.
- Nishiyama, S. (1989). Communication across cultures. Cross Currents: A Journal of Language Teaching and Cross-Cultural Communication, 16(1), 7-13.
- Nishiyama, S. (1995). Speaking English with a Japanese mind. World Englishes, 14(1), 27-36.
- Nishiyama, S. (1997/1998). Unexpected encounters. Amerasia Journal, 23(3), 125-142.